# Psylliodes difficilis
Espèce
Synonymes
- †Haltica difficilis, Förster, 1891

Psylliodes difficilis est une espèce fossile d'insectes coléoptères de la famille des Chrysomelidae, sous-famille des Galerucinae, tribu des Alticini et du genre Psylliodes ou « coléoptère fléau».

## Classification
L'espèce Haltica difficilis est décrite en 1891 par l'entomologiste et paléontologue allemand Bruno Förster (1852-1924),. 

### Fossiles
L'holotype et les cotypes de l'ère Cénozoïque, de l'époque Oligocène  et de l'âge Rupélien (33,9 à 28,1 Ma), viennent de la collection Mieg, collection conservée au Musée d'histoire naturelle de Bâle. 
Ces spécimens proviennent de Brunnstatt (France) (un exemplaire et du gisement de Kleinkembs (ou Kleinkems) oligocène, dans le Bade-Wurtemberg, sur la rive droite du Rhin (numérotés : R9 + 283 ; 288+778 ; 549 106).

### Renommage
L'espèce Haltica difficilis est renommée Psylliodes difficilis par le paléontologue français Nicolas Théobald (1903-1981) en 1937,.

### Étymologie
L'épithète spécifique difficilis évoque la difficulté de détermination de cette espèce incomplète : voir paragraphe #Affinités.

## Description

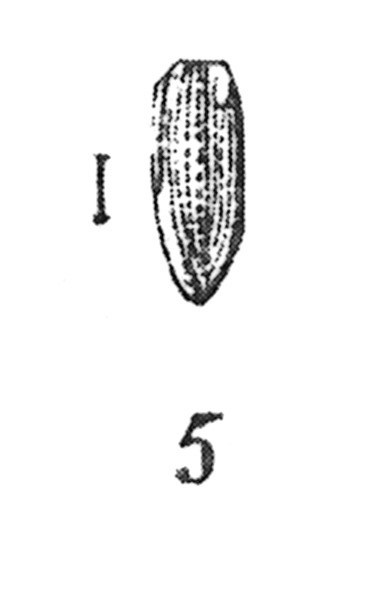
Psylliodes difficilis Förster par 1937 N. Théobald éch R138 x 4 p.179 pl XII Coléoptères du Sannoisien de Kleinkembs.

### Caractères
Diagnose de Nicolas Théobald en 1937, : 

« Insecte de petite taille, corps oblong-ovale, contracté à l'avant et à l'arrière. Couleur brunâtre.
Tête arrondie, inclinée vers l'avant, engagée dans une échancrure du prosternum ; deux gros yeux placés latéralement ; antennes manquent. Prothorax élargi en arrière, plus large que long ; bords latéraux faiblement arrondis, angles antérieurs arrondis ; angles postérieurs non visibles sur l'échantillon figuré, mais arrondis d'après Förster ; scutellum court, en triangle équilatéral. Élytres de forme oblongue-ovale. Leur largeur diminue à partir de la base qui dépasse le prothorax ; surface régulièrement ornée de stries ponctuées, dont on en compte au moins dix ; strie scutellaire assez longue ; profil bombé. Pattes en partie conservées ; pattes I insérées vers la base du prothorax, cavités cotyloïdes ouvertes ; hanches II rapprochées ; cuisses III fortement renflées, tibias recourbés, tarses manquent. Abdomen montre cinq segments, dont le premier est très long et occupe presque la moitié de la longueur de l'abdomen. ».

### Dimensions
La longueur totale est de 4,5 mm, et la largeur de 4,2 mm, les élytres ont une longueur de 2,7 mm.

### Affinités
« L'Insecte appartient sans aucun doute à la famille des Halticinae, la conformation des pattes étant très caractéristique. Förster la range dans le g. Haltica. Cela ne peut être le cas. Dans le g. Haltica, les élytres sont irrégulièrement ponctués, ici les ponctuations sont alignées en stries très nettes. La taille du g. Haltica est d'ailleurs inférieure à 4 mm. Par contre l'Insecte correspond bien au g. Psylliodes Latr. par l'ornementation des élytres, la forme des pattes et du prothorax. Malheureusement les antennes manquent ; leur présence permettrait de trancher la question d'une façon certaine. Le g. Psylliodes n'a que dix segments alors que la plupart des autres Halticinae en ont onze, quelques-uns neuf.
Le g. Haltica a été cité aussi dans l'ambre de la Baltique : une espèce a été décrite de l'ozokérite quaternaire de la Galicie.
Psylliodes chrysocephala L. de nos régions est de taille voisine de P. difficilis Förster. ».

## Galerie
- Quelques espèces vivantes du genre Psylliodes.
- L'altise de la pomme de terre ou Psylliodes affinis.
- Psylliodes chrysocephalus
- Psylliodes guatemalensis.
- Psylliodes napi.

### Publication originale
- [1891] (de) B. Förster, « Die Insekten der "Plattigen Steinmergels" von Brunstatt », Abhandlungen zur Geologischen Specialkarte von Elsass-Lothringen, Strasbourg, vol. 3,‎ 1891, p. 333-594 (ISSN 1256-4338, lire en ligne). .